# Maestri del thriller
Maestri del thriller è una collana di 133 romanzi editi da Edizioni Piemme incentrati su tematiche thriller. Il primo numero uscì nel marzo del 2004. La collana si è chiusa con il volume n. 134 del 18 dicembre 2011. Al termine di essa l'editore è incorso in qualche svista: il n. 133 non è mai stato pubblicato; il n. 132 è uscito (ottobre) prima del n. 131 (novembre).
Inoltre: il n. 128 (Il persuasore) è una ristampa del n. 37; il n. 129 (Fiume nero) è una ristampa del n. 38

## Elenco delle uscite
| N.  | Titolo italiano                    | Titolo originale            | Autore                | Anno originale |
| --- | ---------------------------------- | --------------------------- | --------------------- | -------------- |
| 0   | Ghiaccio nero                      | The Black Ice               | Michael Connelly      | 1993           |
| 1   | Il poeta                           | The Poet                    | Michael Connelly      | 1996           |
| 2   | L.A. Killer                        | L.A. Requiem                | Robert Crais          | 1999           |
| 3   | Debito di sangue                   | Blood Work                  | Michael Connelly      | 2002           |
| 4   | Pioggia nera                       | Prayers For Rain            | Dennis Lehane         | 1999           |
| 5   | La memoria del topo                | The Black Echo              | Michael Connelly      | 1992           |
| 6   | La lista del killer                | Dead Before Dying           | Deon Meyer            | 1999           |
| 7   | Susan a faccia in giù nella neve   | Judas Child                 | Carol O'Connell       | 1998           |
| 8   | Collezionista di morte             | Sleepyhead                  | Mark Billingham       | 2001           |
| 9   | Ghiaccio nero                      | The Black Ice               | Michael Connelly      | 1993           |
| 10  | Il fiume dei cadaveri              | Over Tumbled Graves         | Jess Walter           | 2001           |
| 11  | Cadaveri senza volto               | Necropsie                   | Hubert Corbin         | 1995           |
| 12  | Ore di terrore                     | 24 Hours                    | Greg Iles             | 2001           |
| 13  | Lo specialista                     | Demolition Angel            | Robert Crais          | 2000           |
| 14  | Buio prendimi per mano             | Darkness, Take My Hand      | Dennis Lehane         | 1996           |
| 15  | Vuoto di luna                      | Void Moon                   | Michael Connelly      | 2000           |
| 16  | L'uomo che rubava la morte         | Dead Sleep                  | Greg Iles             | 2001           |
| 17  | Amanda è morta nel parco           | The Man Who Lied to Women   | Carol O'Connell       | 1995           |
| 18  | Il quarto sacrificio               | The Fourth Sacrifice        | Peter May             | 2000           |
| 19  | La bionda di cemento               | The Concrete Blonde         | Michael Connelly      | 1994           |
| 20  | La furia                           | Fury                        | G.M. Ford             | 2001           |
| 21  | La bambina dagli occhi di ghiaccio | Crime School                | Carol O'Connell       | 2002           |
| 22  | La casa buia                       | Gone, Baby, Gone            | Dennis Lehane         | 1998           |
| 23  | Musica dura                        | Trunk Music                 | Michael Connelly      | 1997           |
| 24  | Sette notti di sangue              | The Firemaker               | Peter May             | 1999           |
| 25  | Il ragno                           | Angel Flight                | Michael Connelly      | 1999           |
| 26  | Deserto di paura                   | Droit de traque             | Hubert Corbin         | 1998           |
| 27  | La squadra                         | Free Fall                   | Robert Crais          | 1993           |
| 28  | Il sapore del sangue               | Orion                       | Deon Meyer            | 2000           |
| 29  | Louise sparì di notte              | Shell Game                  | Carol O'Connell       | 1999           |
| 30  | L'uomo che uccide                  | Tango One                   | Stephen Leather       | 2002           |
| 31  | L'ombra del coyote                 | The Last Coyote             | Michael Connelly      | 1985           |
| 32  | Weekend di terrore                 | Week-end sauvage            | Hubert Corbin         | 1992           |
| 33  | Il mercante di corpi               | Voodoo River                | Robert Crais          | 1995           |
| 34  | La morte non dimentica             | Mystic River                | Dennis Lehane         | 2001           |
| 35  | Il volo dell'angelo di pietra      | Flight of the Stone Angel   | Carol O'Connell       | 1997           |
| 36  | Vendetta                           | Shame the Devil             | George Pelecanos      | 2000           |
| 37  | Il persuasore                      | Scaredy Cat                 | Mark Billingham       | 2002           |
| 38  | Fiume nero                         | Black River                 | G.M. Ford             | 2002           |
| 39  | Il buio oltre la notte             | A Darkness More Than Night  | Michael Connelly      | 2001           |
| 40  | Io sono l'assassino                | The Land of the Blind       | Jess Walter           | 2003           |
| 41  | Corpi                              | A Faint Cold Fear           | Karin Slaughter       | 2003           |
| 42  | Macabri resti                      | The Eyewitness              | Stephen Leather       | 2003           |
| 43  | Un drink prima di uccidere         | A Drink Before the War      | Dennis Lehane         | 1994           |
| 44  | Codice di sangue                   | Code 61                     | Donald Harstad        | 2002           |
| 45  | La città dorme                     | Lullaby Town                | Robert Crais          | 1992           |
| 46  | Maestro di morte                   | Lazy Bones                  | Mark Billingham       | 2003           |
| 47  | La giuria deve morire              | The Jury Must Die           | Carol O'Connell       | 2003           |
| 48  | Angeli neri                        | Hell to Pay                 | George Pelecanos      | 2002           |
| 49  | Un gioco quieto                    | The Quiet Game              | Greg Iles             | 1999           |
| 50  | Il seduttore                       | De l'autre, le chausseur    | Andrea H. Japp        | 2002           |
| 51  | La città delle ossa                | City of Bones               | Michael Connelly      | 2002           |
| 52  | La casa dei corpi                  | A Blind Eye                 | G.M. Ford             | 2003           |
| 53  | L'artista di morte                 | The Death Artist            | Jonathan Santlofer    | 2002           |
| 54  | Sadico                             | Traps                       | Paul Lindsay          | 2002           |
| 55  | Debito di morte                    | The Bombmaker               | Stephen Leather       | 1999           |
| 56  | Il maestro dei cadaveri            | The Killing Room            | Peter May             | 2000           |
| 57  | Lame di luce                       | Lost Light                  | Michael Connelly      | 2003           |
| 58  | Strade di sangue                   | Right as Rain               | George Pelecanos      | 2001           |
| 59  | Senza passato                      | Citizen Vince               | Jess Walter           | 2005           |
| 60  | Tagli                              | Kisscut                     | Karin Slaughter       | 2002           |
| 61  | L'isola della paura                | Shutter Island              | Dennis Lehane         | 2003           |
| 62  | Il principe dei ladri              | Prince of Thieves           | Chuck Hogan           | 2004           |
| 63  | Codice: cacciatore                 | Heart of the Hunter         | Deon Meyer            | 2003           |
| 64  | La prova                           | Sunset Express              | Robert Crais          | 1996           |
| 65  | Il circo delle anime               | Soul Circus                 | George Pelecanos      | 2003           |
| 66  | Segni di sangue                    | The Burning Girl            | Mark Billingham       | 2004           |
| 67  | L'ultimo cliente                   | Past Due                    | William Lashner       | 2004           |
| 68  | La bambina di Casa Winter          | Winter House                | Carol O'Connell       | 2004           |
| 69  | Utente sconosciuto                 | Chasing the Dime            | Michael Connelly      | 2002           |
| 70  | Fuga dalla follia                  | Sacred                      | Dennis Lehane         | 1997           |
| 71  | Finché il male non vi separi       | Violent desir de paix       | Andrea H. Japp        | 2006           |
| 72  | L'ombra                            | Shadowman                   | Cody McFadyen         | 2006           |
| 73  | Immoral                            | Immoral                     | Brian Freeman         | 2005           |
| 74  | La regola del buio                 | Sleep No More               | Greg Iles             | 2002           |
| 75  | Nella mente del killer             | Murder Suicide              | Keith Ablow           | 2004           |
| 76  | Il pettirosso                      | Rødstrupe                   | Jo Nesbø              | 2001           |
| 77  | Acqua profonda                     | Under Cover of Daylight     | James W. Hall         | 1987           |
| 78  | Fuoco nero                         | Hard Revolution             | George Pelecanos      | 2004           |
| 79  | Il poeta è tornato                 | The Narrows                 | Michael Connelly      | 2004           |
| 80  | Come una bambola di stracci        | Killing Critics             | Carol O'Connell       | 1996           |
| 81  | Effetti personali                  | Lifeless                    | Mark Billingham       | 2005           |
| 82  | Diritto di appello                 | Falls the Shadow            | William Lashner       | 2005           |
| 83  | Un gioco crudele                   | First Cut                   | Dianne Emley          | 2006           |
| 84  | La ragazza di polvere              | The Closers                 | Michael Connelly      | 2005           |
| 85  | Nemesi                             | Sorgenfri                   | Jo Nesbø              | 2002           |
| 86  | Indelebile                         | Indelible                   | Karin Slaughter       | 2004           |
| 87  | Il giardiniere notturno            | The Night Gardener          | George Pelecanos      | 2006           |
| 88  | L'architetto                       | The Architect               | Keith Ablow           | 2005           |
| 89  | Las Vegas Baby                     | Stripped                    | Brian Freeman         | 2006           |
| 90  | Fuori rotta                        | Off the Chart               | James W. Hall         | 2003           |
| 91  | Gli occhi del buio                 | Face of Death               | Cody McFadyen         | 2007           |
| 92  | La memoria del fiume               | Blood Memory                | Greg Iles             | 2005           |
| 93  | Paragon Hotel                      | Creepers                    | David Morrell         | 2005           |
| 94  | Mallory non sapeva piangere        | Mallory's Oracle            | Carol O'Connell       | 1994           |
| 95  | La regola del sospetto             | Buried                      | Mark Billingham       | 2006           |
| 96  | L'avvocato della notte             | Marked Man                  | William Lasher        | 2006           |
| 97  | Sulla pelle                        | Sharp Objects               | Gillian Flynn         | 2006           |
| 98  | La danza delle falene              | Stalked                     | Brian Freeman         | 2007           |
| 99  | La stella del diavolo              | Marekors                    | Jo Nesbø              | 2003           |
| 100 | Avvocato di difesa                 | The Lincoln Lawyer          | Michael Connelly      | 2005           |
| 101 | Il pianto dell'angelo              | Turning Angel               | Greg Iles             | 2005           |
| 102 | Il guardiano del buio              | Drama City                  | George Pelecanos      | 2005           |
| 103 | Il cerchio del lupo                | Echo Park                   | Michael Connelly      | 2006           |
| 104 | Senza dirsi addio                  | No Time for Goodbye         | Linwood Barclay       | 2007           |
| 105 | Sospetti & peccati                 | The Abortionist's Daughter  | Elisabeth Hyde        | 2006           |
| 106 | La strada delle anime perse        | Find Me, o Shark Music      | Carol O'Connell       | 2006           |
| 107 | Solitudine 12                      | Odinocestvo-12              | Arsen Revazov         | 2005           |
| 108 | Polvere e sangue                   | The Watcher                 | Brian Freeman         | 2008           |
| 109 | Cattivi pensieri                   | Little Girls, o Dead Lovely | Helen Fitzgerald      | 2008           |
| 110 | La ragazza senza volto             | Frelseren / The Redeemer    | Jo Nesbø              | 2005           |
| 111 | Obbedienza                         | Obedience                   | Will Lavender         | 2008           |
| 112 | Io confesso                        | The Darker Side             | Cody McFadyen         | 2008           |
| 113 | Corpi                              | A Faint Cold Fear           | Karin Slaughter       | 2003           |
| 114 | Il ladro di sogni                  | The Killing Circle          | Andrew Pyper          | 2008           |
| 115 | Il gioco del tempo                 | Scavenger                   | David Morrell         | 2007           |
| 116 | La città buia                      | The Overlook                | Michael Connelly      | 2007           |
| 117 | Il vicino di casa                  | To Close to Home            | Linwood Barclay       | 2008           |
| 118 | Cuore scuro                        |                             | Paolo Bertetto        | 2008           |
| 119 | L'ordine della luce                | First Daughter              | Eric Van Lustbader    | 2008           |
| 120 | Nei luoghi oscuri                  | Dark Places                 | Gillian Flynn         | 2009           |
| 121 | L'uomo che rubava la morte         | Dead Sleep                  | Greg Iles             | 2001           |
| 122 | Il silenzio degli angeli           | The Secret Keeper           | Paul Harris           | 2009           |
| 123 | La forma dell'ombra                | The Shadow Year             | Jeffrey Ford          | 2009           |
| 124 | Vendetta                           | Shame the Devil             | George Pelecanos      | 2000           |
| 125 | Il bacio dell'assassino            | A Killer's Kiss             | William Lashner       | 2007           |
| 126 | La bambina dagli occhi di ghiaccio | Crime School                | Carol O'Connell       | 2002           |
| 127 | Io ti farò del male                | The Silver Bear             | Derek Haas            | 2008           |
| 128 | Il persuasore                      | Scaredy Cat                 | Mark Billingham       | 2002           |
| 129 | Fiume nero                         | Black River                 | G.M. Ford             | 2002           |
| 130 | Mai più la verità                  |                             | Marco Bettini         | 2007           |
| 131 | L'inferno peggiore                 |                             | Gianluca Floris       | 2009           |
| 132 | Caro Caino                         | Querido Caín                | Ignacio García-Valiño | 2006           |
| 134 | Una ferita aperta                  | Cut to the Quick            | Dianne Emley          | 2010           |